# ولیویتا
ولیویتا (به لاتین: Weliwita) یک منطقهٔ مسکونی در سری‌لانکا است که در استان مرکزی (سری‌لانکا) واقع شده‌است.